# Carausius sikkimensis
Carausius sikkimensis är en insektsart som först beskrevs av Brunner von Wattenwyl 1907.  Carausius sikkimensis ingår i släktet Carausius och familjen Phasmatidae. Inga underarter finns listade.